# 塘村镇
塘村镇，是中华人民共和国湖南省郴州市嘉禾县下辖的一个乡镇级行政单位。

## 行政区划
塘村镇下辖以下地区：
镇西社区、镇北社区、镇南社区、镇东社区、镇中社区、清水村、三村、四村、塘村、尹郭村、山下村、乌托村、东溪村、西溪村、英花村、增加村、邓林村、塘水村、曲龙村、团结村、筹背村和候家村。